# Кислов, Даниил Анатольевич
Даниил Анатольевич Кислов (род. 7 июля 1965 года) — российский литератор, журналист, основатель, владелец и главный редактор издания «Фергана.ру», эксперт по Центральной Азии.

## Биография
Родился 7 июля 1965 года в Фергане, Узбекистан. Отец — инженер, мать — детский врач. Был отчислен со второго курса Ферганского Государственного педагогического университета из-за отказа собирать хлопок в летнюю практику, попал в армию.
В начале 90-х работал редактором отдела прозы в литературном журнале «Звезда Востока» в Ташкенте. В 1998 году Кислов переехал в Москву, где устроился на работу редактором в агентство обзора прессы WPS. Занимался сборной новостных дайджестов для «Мемориала», Администрации Президента, иностранных компаний. В свободное время начал вести сайт «Ферганское сообщество», который представлял собой краеведческую информацию о городе Фергане.

## Фергана.ру
Во время событий Баткенской войны (1999 г.) Кислов начал агрегировать на сайте новости о военных событиях. Посещаемость резко увеличилась. В это время он купил домен Ferghana.Ru и нашёл нескольких журналистов, которые были готовы писать для ресурса, а в 2001 году зарегистрировал товарный знак «Фергана.ру».
Кислов работал по модели стрингер-журналистики, получая информацию от корреспондентов «Ферганы» из городов, где происходили знаковые события. Эту информацию он либо перепродавал в международные новостные агентства, либо размещал на «Фергане», которая становилась источником новостей для русскоязычного мира.
В 2007 году представитель семьи президента Ислама Каримова пытался выкупить у Кислова «Фергану», но, получив отказ, ограничился покупкой за $1 000 подписки на дайджест агентства на три ближайших месяца.
В августе 2016 года «Фергана» объявила о смерти президента Каримова за 4 дня до официального объявления и несмотря на сокрытие фактов властями Узбекистана, Кислов публично настаивал на информации из своих источников.
Спустя год отношение властей Узбекистана поменялось и в 2018 году Кислов наряду с журналистами The New York Times и Deutsche Welle был официально приглашён на международную конференцию по взаимодействию с Афганистаном. Месяцами ранее он вошёл в экспертный совет Buyuk Kelajak и участвовал в разработке программы развития страны.
«Фергана» многократно блокировалась властями Узбекистана, Кыргызстана, Туркменистана, Казахстана, Таджикистана, с 2019 года основной домен был заблокирован и в России. Кислов пытался через суд добиться разблокировки домена, но иск не был удовлетворён. «Фергана» начала работать через «зеркала».
В 2020 году издание потеряло инвестора, Кислову пришлось распустить редакцию в «отпуск без содержания» и поддерживать работу ресурса самостоятельно.

## Экспертная работа в СМИ
Даниил Кислов считается экспертом по работе медиа в странах Центральной Азии, эксперт по взаимодействию стран Центральной Азии, событиям в Афганистане. Колумнист «Эхо Москвы».

## Личная жизнь
Жена — театральный режиссёр и актриса Анастасия Патлай. С 2021 года Кислов живет в Гранаде, Андалусия (Испания).